# Даніло Арболеда
Даніло Арболеда (ісп. Danilo Arboleda; нар. 16 травня 1995) — колумбійський футболіст, захисник молдовського клубу «Шериф».

## Ігрова кар'єра
Вихованець клубу «Депортіво Калі». 2015 року став залучатись до матчів першої команди, взявши того року участь у 4 матчах чемпіонату і вигравши з командою Апертуру. Згодом з 2017 по 2020 рік грав у складі інших місцевих команд «Патріотас», «Америка де Калі», «Ла Екідад» та «Депортіво Пасто».
У лютому 2021 року Арболеда підписав контракт з «Шерифом», з яким того ж року став чемпіоном Молдови. Станом на 4 вересня 2021 року відіграв за тираспольський клуб 16 матчів в національному чемпіонаті.

## Статистика виступів

### Статистика клубних виступів
| Сезон                      | Команда                    | Чемпіонат                  | Чемпіонат | Чемпіонат | Національний кубок | Національний кубок | Національний кубок | Континентальні кубки | Континентальні кубки | Континентальні кубки | Інші змагання | Інші змагання | Інші змагання | Усього | Усього |
| Сезон                      | Команда                    | Ліга                       | Ігор      | Голів     | Ліга               | Ігор               | Голів              | Ліга                 | Ігор                 | Голів                | Ліга          | Ігор          | Голів         | Ігор   | Голів  |
| -------------------------- | -------------------------- | -------------------------- | --------- | --------- | ------------------ | ------------------ | ------------------ | -------------------- | -------------------- | -------------------- | ------------- | ------------- | ------------- | ------ | ------ |
| 2015                       | «Депортіво Калі»           | ПД                         | 4         | 0         | КК                 | 4                  | 1                  | -                    | -                    | -                    | -             | -             | -             | 8      | 1      |
| 2016                       | «Депортіво Калі»           | ПД                         | 0         | 0         | КК                 | 0                  | 0                  | КЛ                   | 0                    | 0                    | -             | -             | -             | 0      | 0      |
| Усього за «Депортіво Калі» | Усього за «Депортіво Калі» | Усього за «Депортіво Калі» | 4         | 0         |                    | 4                  | 1                  |                      | 0                    | 0                    |               | -             | -             | 8      | 1      |
| 2017                       | «Патріотас»                | ПД                         | 35        | 2         | КК                 | 8                  | 0                  | ПАК                  | 4                    | 0                    | -             | -             | -             | 48     | 2      |
| 2018                       | «Америка де Калі»          | ПД                         | 31        | 3         | КК                 | 2                  | 0                  | ПАК                  | 1                    | 0                    | -             | -             | -             | 34     | 3      |
| 2019                       | «Ла Екідад»                | ПД                         | 26        | 0         | КК                 | 1                  | 0                  | ПАК                  | 8                    | 0                    | -             | -             | -             | 35     | 0      |
| 2020                       | «Депортіво Пасто»          | ПД                         | 19        | 1         | КК                 | 0                  | 0                  | ПАК                  | 2                    | 0                    | -             | -             | -             | 21     | 1      |
| Усього за кар'єру          | Усього за кар'єру          | Усього за кар'єру          | 115       | 6         |                    | 15                 | 1                  |                      | 15                   | 0                    |               | -             | -             | 145    | 7      |

## Титули і досягнення
- Чемпіон Колумбії (1):

«Депортіво Калі»: Апертура 2015
- Чемпіон Молдови (1):

«Шериф»: 2020/21